# Andrau Airpark

i7
i11
i13
Der Andrau Airpark (IATA-Code: AAP, ICAO-Code: KAAP) war ein öffentlicher Flughafen im Alief-Viertel von Houston, im US-Bundesstaat Texas. Der Flughafen liegt südwestlich der Kreuzung der Old Westheimer Road und Richmond Avenue. Der Flughafen ist seit 1998 geschlossen und das Gelände ist heute mit einem Wohngebiet und Golfplatz bebaut.

## Geschichte
Wann der Flughafen den Betrieb aufnahm, ist nicht mehr genau festzustellen. Vermutlich wurde er nach dem Zweiten Weltkrieg auf einem Stück leerer Prärie erbaut. Das älteste bekannte Foto des Geländes datiert sich auf 1953.
Der Flughafen diente der allgemeinen Luftfahrt für den westlichen Teil Houstons. Es ist jedoch bekannt, dass eine Douglas DC-3 und eine Douglas A-26C Invader hier landeten. Der Flughafen hatte zwei Landebahnen, von denen die längste ca. 1.450 m lang war. Außerdem stand ein See für Landungen von Wasserflugzeugen am östlichen Rand des Geländes zur Verfügung.
Der Flughafen wurde am 23. Dezember 1998 vom Houstoner Grundstückshandel Camden für 53 Millionen US-Dollar vom Betreiber Andrau Airpark, Inc. gekauft und anschließend geschlossen. Anschließend wurde der Flughafen schnell abgerissen und das Wohngebiet und der Golfplatz wurden errichtet.